# Anton Korošec

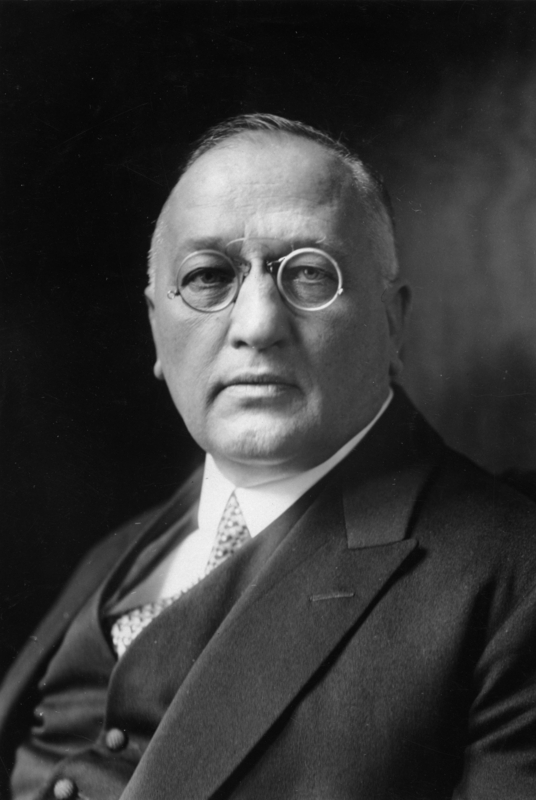
Anton Korošec

Anton Korošec, född 12 maj 1872, död 14 december 1940 i Belgrad, var en slovensk politiker, präst och folktalare.
Korošec var katolsk präst och 1906-18 ledamot av österrikiska riksrådet. Vid första världskrigets slut och Österrike-Ungerns upplösning, blev Korošec en av arkitekterna bakom Sloveners, kroaters och serbers stat, i vilken han kom att fungera som ledare för dess nationalförsamlingCarlquist, Gunnar, red (1933). Svensk uppslagsbok. Bd 15. Malmö: Svensk Uppslagsbok AB. sid. 1075
Denna kortlivade statsbildning misslyckades dock med att nå internationellt erkännande, varför förhandlingar inleddes med Kungariket Serbien. Dessa resulterade 1918 i bildandet av Serbernas, kroaternas och slovenernas kungarike, och 1919 blev han ledamot av statens deputeradekammare. Från juli 1928 till januari 1929 var Korošec premiärminister i detta kungarike, flera gånger minister, 1921-27 i opposition mot Nikola Pašić. Hans regeringstid präglades av etniska spänningar, i synnerhet mellan serber och kroater, som slutligen föranledde kungen att upplösa parlamentet och ändra landets namn till Kungariket JugoslavienCarlquist, Gunnar, red (1933). Svensk uppslagsbok. Bd 15. Malmö: Svensk Uppslagsbok AB. sid. 1075
Efter diktaturens införande var han kommunikationsminister 1929-30 Carlquist, Gunnar, red (1933). Svensk uppslagsbok. Bd 15. Malmö: Svensk Uppslagsbok AB. sid. 1075